# Fletcher FL-23
Le Fletcher FL-23 était un biplace de liaison et d’observation dessiné par John W Thorp pour répondre à un programme de l’USAF. 
C'était un monoplan métallique à aile haute cantilever, train tricycle fixe et empennages en T tracté par un moteur Continental O-470 de 185 ch. 
Au cours des essais constructeur en 1950 l’unique prototype [N122A] perdit son empennage en vol et s’écrasa. C’est le Cessna L-19 qui fut retenu par l’USAF.